# Wordien
Guadulupien moyen
Stratigraphie
Roadien Capitanien
À l'échelle des temps géologiques, le Wordien est un étage du Permien. C'est la subdivision intermédiaire des trois subdivisions de l'époque du Guadalupien. Le Wordien a eu lieu il y a entre 268,8 ± 0,5 et 265,1 ± 0,4 millions d'années (Ma). Il est précédé par le Roadien et suivi par le Capitanien,.

## Stratigraphie
L'étage Wordien a été introduit dans la littérature scientifique par Johan August Udden en 1916 et doit son nom à la Formation de Word dans le bassin permien nord-américain. Il a été reconnu officiellement par l'IUGS en 2001.
| Période     | Époque        | Étage         | Âge (Ma)       |
| ----------- | ------------- | ------------- | -------------- |
| Trias       | inférieur     | Induen        | plus récent    |
| Permien     | Lopingien     | Changhsingien | 251,902–254,14 |
| Permien     | Lopingien     | Wuchiapingien | 254,14–259,51  |
| Permien     | Guadalupien   | Capitanien    | 259,51–264,28  |
| Permien     | Guadalupien   | Wordien       | 264,28–266,9   |
| Permien     | Guadalupien   | Roadien       | 266,9–273,01   |
| Permien     | Cisuralien    | Koungourien   | 273,01–        |
| Permien     | Cisuralien    | Artinskien    | –290,1         |
| Permien     | Cisuralien    | Sakmarien     | 290,1–293,52   |
| Permien     | Cisuralien    | Assélien      | 293,52–298,9   |
| Carbonifère | Pennsylvanien | Gzhélien      | plus ancien    |

Le début de l'étage est défini comme le moment de l'apparition stratigraphique de fossiles de l'espèce de conodontes Jinogondolella aserrata. Le profil de référence mondiale est situé dans le Getaway Ledge dans les Montagnes Guadalupe. La fin du Wordien (et le début du Capitanien) est défini comme le moment de l'apparition stratigraphique de fossiles de l'espèce de conodontes Jinogondolella postserrata.
Le Wordien contient deux biozones à foraminifères:
- zone à Afganella tereshkovae
- zone à Neoschwagerina tenuis